# Manuel Pizarro (Musiker)
Manuel Pizarro (* 23. November 1895 in Buenos Aires; † 10. November 1982 in Nizza) war ein wichtiger argentinischer Vertreter des Tango. Er war ein in Europa und in Argentinien bekannter Bandoneonspieler, Orchesterleiter und Komponist.

## Leben
Nach einer Ausbildungszeit bei Juan Maglio „Pacho“ trat Pizarro in Buenos Aires zunächst als Bandoneonist auf. Er spielte im Quartett mit José Bonano „Pepino“ (Geige), Leopoldo Thompson (Klavier) und Macchi (Querflöte). 1914 komponierte er seinen berühmtesten Tango Batacazo. Ab 1915 spielte er im Trio zusammen mit Francisco Canaro (Geige) und Negro Ortíz (Gitarre). 
1920 ging Pizarro nach Paris. Dort war der argentinische Tango in den 10er bis 30er Jahren 20. Jahrhunderts sehr populär. Er arbeitete mit unterschiedlichen Musikern zusammen und reiste u. a. durch Spanien, nach Großbritannien und durch Deutschland. Als 1939 der Zweite Weltkrieg begann, trat er u. a. in Alexandria und Kairo auf. 
Ab 1951 gab es neue Auftritte in Paris. In den 60er Jahren verlor der Tango jedoch an Bedeutung. 1979 und 1974 besuchte er wieder Buenos Aires. Er starb 1982 in Nizza.
| Personendaten    | Personendaten                                                            |
| ---------------- | ------------------------------------------------------------------------ |
| NAME             | Pizarro, Manuel                                                          |
| KURZBESCHREIBUNG | argentinischer Bandoneonspieler, Orchesterleiter und Komponist des Tango |
| GEBURTSDATUM     | 23. November 1895                                                        |
| GEBURTSORT       | Buenos Aires                                                             |
| STERBEDATUM      | 10. November 1982                                                        |
| STERBEORT        | Nizza                                                                    |